# Derventio (Little Chester)

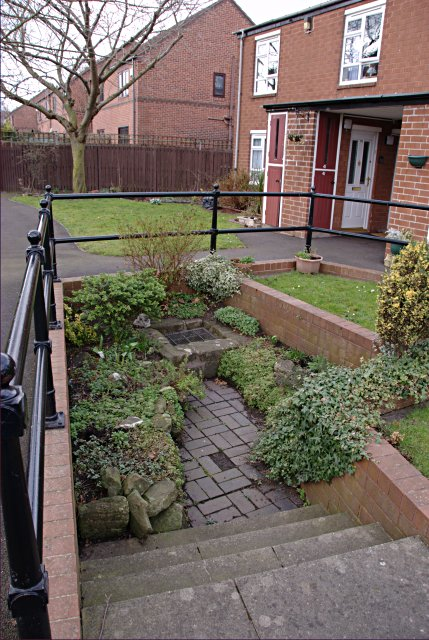
Este pozo romano es del Tras las casas están los restos de una fortaleza romana que marca el cruce entre Ryknield Street y Old Chester Road.

Derventio fue una pequeña aldea de la provincia romana de Britannia. Hoy en día es conocido como Little Chester, en las afueras de Derby, en el condado inglés de Derbyshire.

## Descripción
La primera fortificación romana de la zona fue construida en la banda opuesta del río Deerwent, en el Strutts Park. Fue reemplazada hacia el 80 a. C. por una fortificación en el lugar actual, aunque esta sólo duró unos cuarenta años. Una tercera fortificación fue erigida a mediados del siglo II anexa a un suburbio de ceramistas y trabajadores del hierro al asentamiento romano de Racecourse, al este. También había un cementerio. Los militares abandonaron la zona en el siglo III.
La palizada y los elementos defensivos fueron remodelados, y se construyeron puertas de piedra. Los edificios interiores fueron demolidos y un asentamiento civil creció junto con la correspondiente zona industrial. De nuevo, esto solamente duró unos veinticinco años. El lugar permaneció desocupado hasta finales del siglo III, cuando una muralla de piedra fue construida alrededor del pueblo; entonces los residentes volvieron. No llegó a superar el siglo IV.